# John Pyke Hullah
John Pyke Hullah (Worcester, 27 de junho de 1812 — Londres, 21 de fevereiro de 1884), foi um compositor e professor de música inglês, cuja promoção do treinamento vocal está associada ao movimento das aulas de canto.

## Vida e carreira
Hullah nasceu em Worcester. Foi aluno de William Horsley a partir de 1829, e entrou na Academia Real de Música em 1833. Escreveu uma ópera para palavras de Dickens, The Village Coquettes, produzida em 1836; The Barbers of Bassora em 1837; e The Outpost em 1838, as duas últimas no Covent Garden. A partir de 1839, quando ele foi a Paris para investigar vários sistemas de ensino de música para grandes massas de pessoas, ele se identificou com o sistema do “dó fixo” de Wilhem, em contraste com o “dó móvel” do sol-fá tônico. Sua adaptação do sistema de Wilhem foi ensinada com enorme sucesso de 1840 a 1860. Sua primeira aula foi dada no Battersea College para professores de treinamento (agora Universidade St Mark e St John Plymouth), em 1840, por instigação de educadores e o diretor do colégio James Kay Shuttleworth. Um de seus alunos famosos foi Edmund Hart Turpin.
Em 1847, um grande edifício em Long Acre, chamado St Martin's Hall, foi construído por subscrição e apresentado a Hullah. Foi inaugurado em 1850 e sofreu um grave incêndio em 1860, um golpe do qual Hullah demorou a se recuperar. Em 1849, William Sterndale Bennett, fundador e presidente da Bach Society, convidou Hullah para se juntar ao seu comitê, visando produzir a primeira apresentação em inglês da Paixão segundo São Mateus de Johann Sebastian Bach, que ocorreu em 6 de abril de 1854. Como um pioneiro do canto, Hullah produziu sua popular série Vocal Scores (1846) e Part-Music (1867). Uma série de palestras foi dada na Instituição Real em 1861, e em 1864 ele lecionou em Edimburgo, mas no ano seguinte ele não teve sucesso no seu pedido para se tornar professor titular.
Ele dirigiu concertos em Edimburgo em 1866 e 1867, e os concertos da Academia Real de Música de 1870 a 1873; Hullah foi eleito para o comitê de administração em 1869. Em 1872 foi nomeado pelo Conselho de Educação como Inspetor Musical de Escolas de Treinamento para o Reino Unido. Em 1878, foi ao exterior para informar sobre as condições da educação musical nas escolas, e escreveu um relatório muito valioso, citado nas memórias dele publicado por sua esposa em 1886. Ele foi atacado de paralisia em 1880 e novamente em 1883.
Hullah foi membro honorário do King's College, professor de música vocal no Queen's College e no Bedford College, todos em Londres. Sucedeu o Horsley como organista da Charterhouse (em sua localização original em Londres) em 1858, e ocupou o cargo até sua morte. Recebeu o grau honorário de Doutor em Direito pela Universidade de Edimburgo em 1876.
Suas composições, que permaneceram populares por alguns anos após sua morte em 1884, consistiam principalmente em baladas (como sua adaptação musical do poema de Charles Kingsley Three Fishers), mas sua importância na história da música se deve ao seu esforço em popularizar educação musical, e sua persistente oposição ao sistema tônica sol-fá, que teve um sucesso que ele não podia prever. Suas objeções a isso se baseavam em parte no caráter da música que era de uso comum entre os primeiros professores do sistema.
Sua viúva, Frances Rosser Hullah, publicou uma biografia de seu falecido marido.

## Escritos

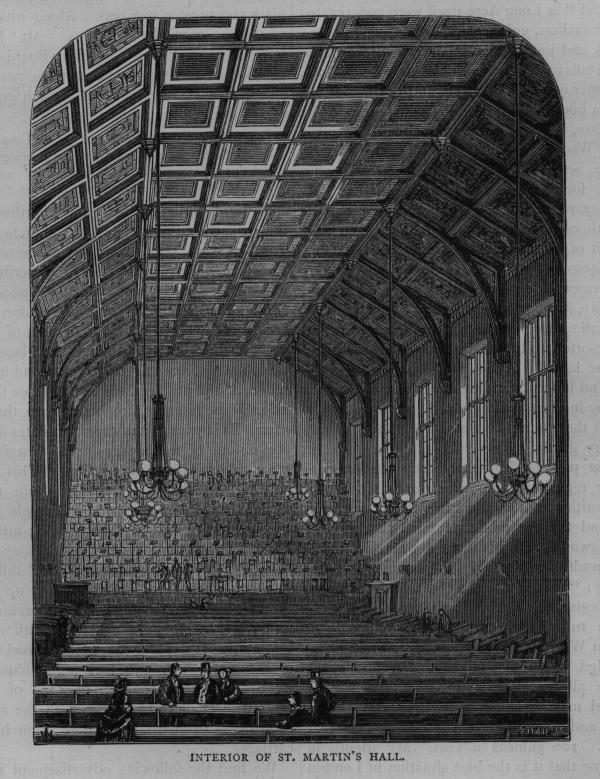
Impressão c. 1850 do interior do St Martin's Hall

- J. Hullah, Wilhem's Method of Teaching Singing, adapted to English Use under Supervision of Committee of Council on Education (J.W. Parker, Londres 1841). Revised and Reconstructed Edition (Longmans & Co., London 1849). (After Guillaume Louis Bocquillon Wilhem (1781-1842).) (Further Editions, and in America as J. Hullah and J.B. Sharland, The Grammar School Chorus: containing Wilhem's Method of Teaching Vocal Music (Oliver Ditson & Co./C.H. Ditson & Co., Boston and New York 1860).)
- J. Hullah, The Psalter: or Psalms of David in Metre from the Authorized Version of Brady and Tate with appropriate tunes, set in four parts (J.W. Parker, London 1843).
- J. Hullah, An Introductory lecture, delivered at King's College, London, on Friday, February 2, 1844 (J.W. Parker, Londres 1844).
- J. Hullah, The Duty and Advantage of Learning to Sing. A Lecture delivered at the Leeds Church Institution, February 1846. (J.W. Parker, Londres 1846).
- J. Hullah, Chants, Chiefly by Masters of the Seventeenth and Eighteenth Centuries; with the Gregorian Tones harmonized by Thomas Morley (J.W. Parker, Londres 1847). 4th Edition (Longmans, Londres 1859).
- J. Hullah, Musical Institute of London: Inaugural Address, Saturday, February 14, 1852 (J.W. Parker, Londres 1852).
- J. Hullah, A Grammar of Musical Harmony: The Substance of Lectures Delivered in St. Martin's Hall and the Training Institutions of the National Society (J.W. Parker & Son, Londres 1852).
- J. Hullah, Music in the Parish Church: A Lecture delivered at Newcastle-upon-Tyne, at a Meeting of the Durham and Northumberland Association for the Promotion of Church Music, November 27, 1855 (Longmans, Londres 1855).
- J. Hullah, A Short Treatise on the Stave (Longmans, Londres, bef. 1856).
- J. Hullah, The History of Modern Music; A Course of Lectures delivered at the Royal Institution of Great Britain (Parker, Son, & Bourn, Londres 1862). New & Enlarged Edition (Longmans, Green, Reader & Dyer, Londres 1875). (Further editions).
- J. Hullah, A Grammar of Counterpoint, Part I (super-royal octavo) (Longman, Green, Longman, Roberts & Green, Londres 1864).
- J. Hullah, A Course of Lectures on the Third or Transition Period of Musical History; Delivered at the Royal Institution of Great Britain (Longman, Green, Longman, Roberts & Green, Londres 1865). Second Edition (Longmans, Green & Co., Londres 1876) (Arquivo). (Further Editions).
- J. Hullah (ed.), The Song Book: Words and Tunes from the Best Poets and Musicians (Macmillan, Londres 1868).
- J. Hullah, A Hymnal, chiefly from the Book of Praise by Roundell Palmer (Macmillan, Londres 1868).
- J. Hullah (ed.), 58 English Songs by Composers chiefly of the Seventeenth and Eighteenth Centuries (Augener & Co., Londres; G. Schirmer, New York, c. 1871).
- J. Hullah, The Rudiments of Musical Harmony. New Edition, Revised and Reconstructed in 1872, in 2 Parts (Longmans, Londres).
- J. Hullah, Time and Tune in the Elementary School: A New Method of Teaching Vocal Music (Longmans, Green, Reader & Dyer, Londres 1875).
- J. Hullah, The Rudiments of Musical Grammar (Longmans, Green, Reader & Dyer, Londres 1876).
- J. Hullah, Music in the House (Macmillan & Co., Londres 1877).
- J. Hullah, The Cultivation of the Speaking Voice (Clarendon Press, Oxford 1884).